# Sutomore
Sutomore es una localidad situada en el municipio de Bar, en Montenegro. Según el censo de 2023, tiene una población de 1816 habitantes.

## Historia
Esta localidad formó parte de la República de Venecia durante más de 300 años, entre 1420 y 1797. En ese período era conocida como Spizza. Se encontraba en la región conocida como Albania veneciana. Formó durante todo ese tiempo parte de la república salvo en algunas incursiones de corta duración llevadas a cabo por los otomanos. El censo llevado a cabo por Austria en 1910 reveló que en la localidad todavía existía un número importante de hablantes de la lengua veneciana.

## Demografía
Según el censo realizado en el año 2011, en ese momento la localidad contaba con 2004 habitantes, de los cuales 821 eran de etnia serbia, 932 eran de etnia montenegrina y 251 de otras etnias. Junto con los pueblos de los alrededores alcanza una población que ronda los 4000 habitantes y que conforma el área de influencia de la ciudad. Cabe destacar que en verano la población de la localidad puede llegar a alcanzar los 10 000 habitantes debido al turismo.
| 72 | 177 | 206 | 553 | 765 | 1085 | 1827 | 2004 | 1816 |

## Turismo
Sutumore es una localidad orientada al turismo, ya que cuenta con una larga playa de más de dos kilómetros de largo.